# ダカ・トピ

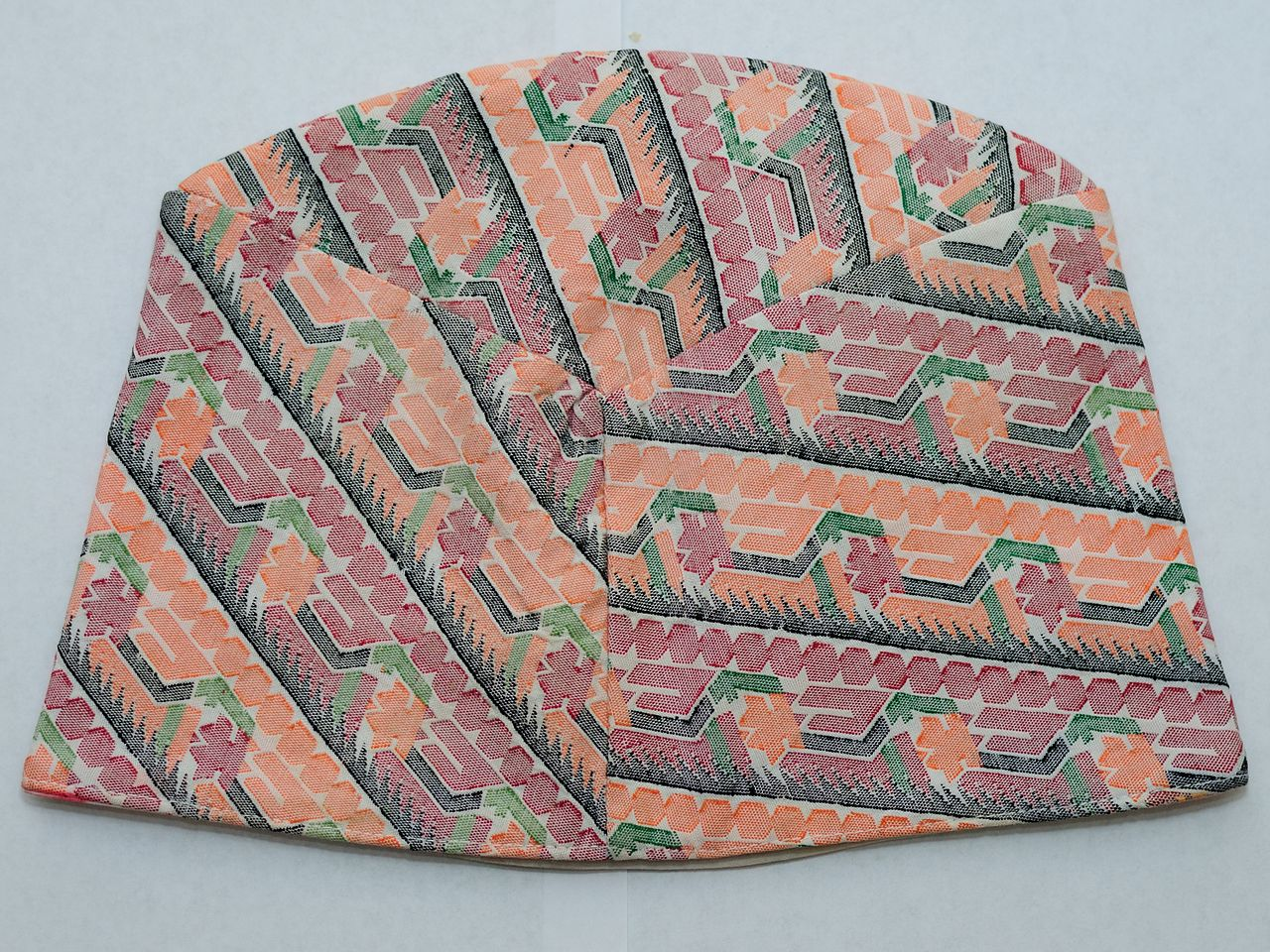
ダカ・トピの例

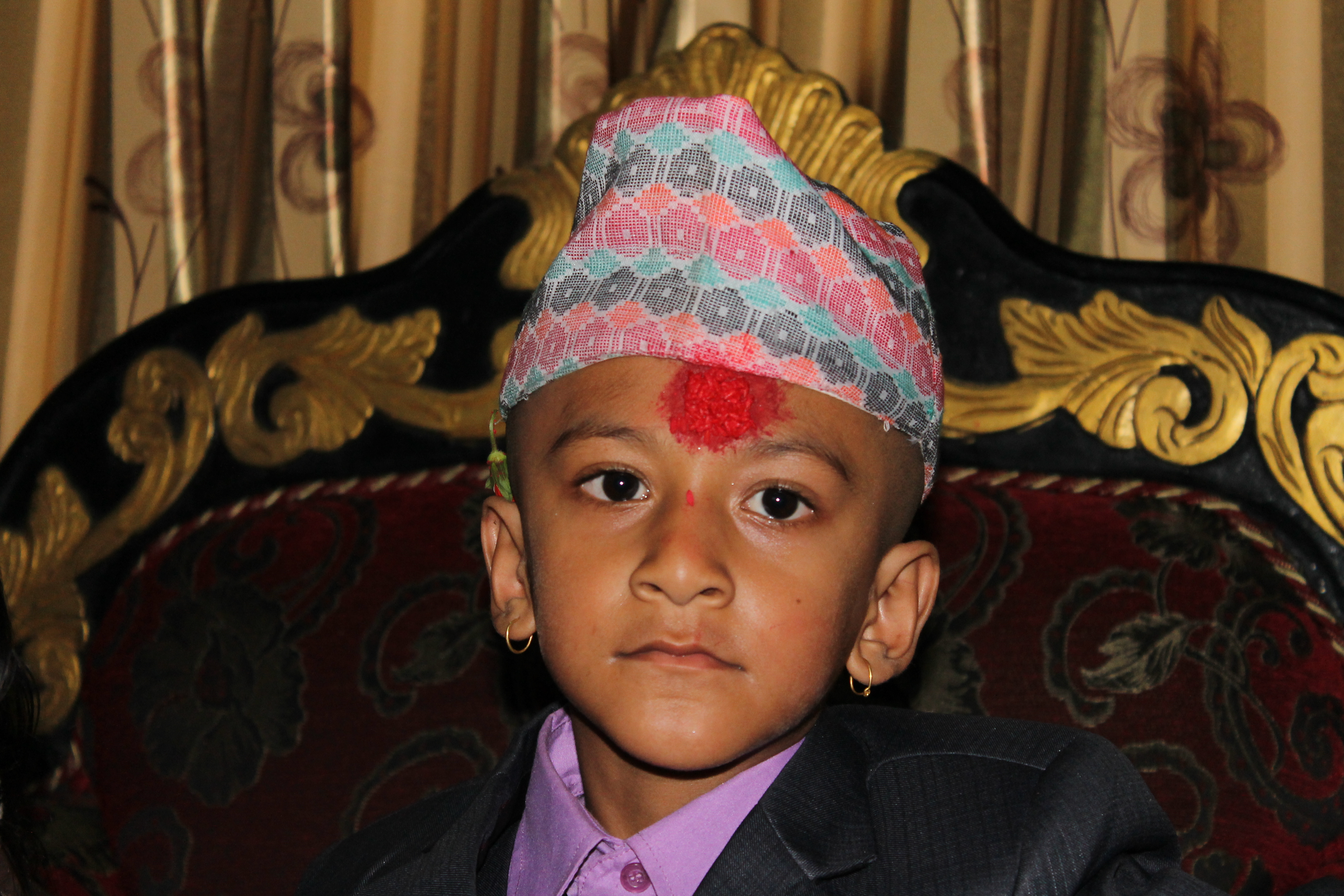
ネパールのダカ・トピを身につけた子供。

ダカ・トピ (ネパール語: ढाका टोपी; 英語: Dhaka topi) またはネパーリ・トピはネパールの山岳民族及びインドグルカ族のディアスポラの男性の間で広く使用される帽子の一種。1955年から1972年のマヘンドラ王の在位中に普及する。
「トピ」は国家の誇りを象徴するものとして用いられ、国家公務員は民族衣装の一部としてネパーリ・トピを身に着けている。

## 生産

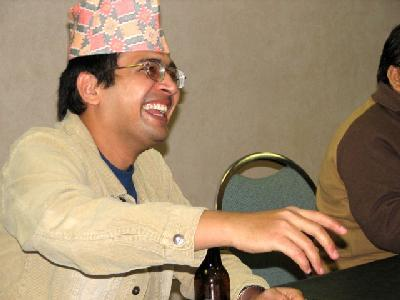
ダカ・トピを被った男性

ダカ・トピは布製で、「ダカ」と呼ばれる紋様で覆われている。この紋様は「ダカ織製のブラウス」を意味する「ダカ=コ=チョロ (dhaka-ko-cholo) 」というブラウスにも用いられており、バングラデシュの首都ダッカからその名が取られている。ネパール語で「トピ」は「帽子」を表し、男性は伝統的衣装のダウラ・スルワル、またベルト代わりのパトゥーカ (腰巻き布) とともに身に着ける。
ダカ・トピはダサインやティハール祭の間、贈り物として扱われる。現在でも多くの男女がダカ織の衣装を日常的に身に着けており、ダカ織それ自体が彼らの伝統や歴史をはっきりと象徴している。「アート・オブ・リビング」の創立者であるシュリ・シュリ・ラビ・シャンカールは、インドでは3月1日をインドグルカ族にとってのダカ・トピの日として祝すると発表した。ネパールの人々は機会がある時にはダカ・トピを一般に使用しており、年配の人々になると国家の誇りとしてより頻繁に身に着ける。ネパールの西部開発区域であるパルパ郡はこの帽子の名産地として有名になりつつあり、国内のみならず国外でも販売されている。
トピはパルパ郡やボージプル郡を主とした東部開発区域の民家において手織機により生産されている。インドではダージリンにおいてネイティブのインドグルカ族によりダカ・トピ産業が確立された。

## 国際ネパーリ・トピ・デー

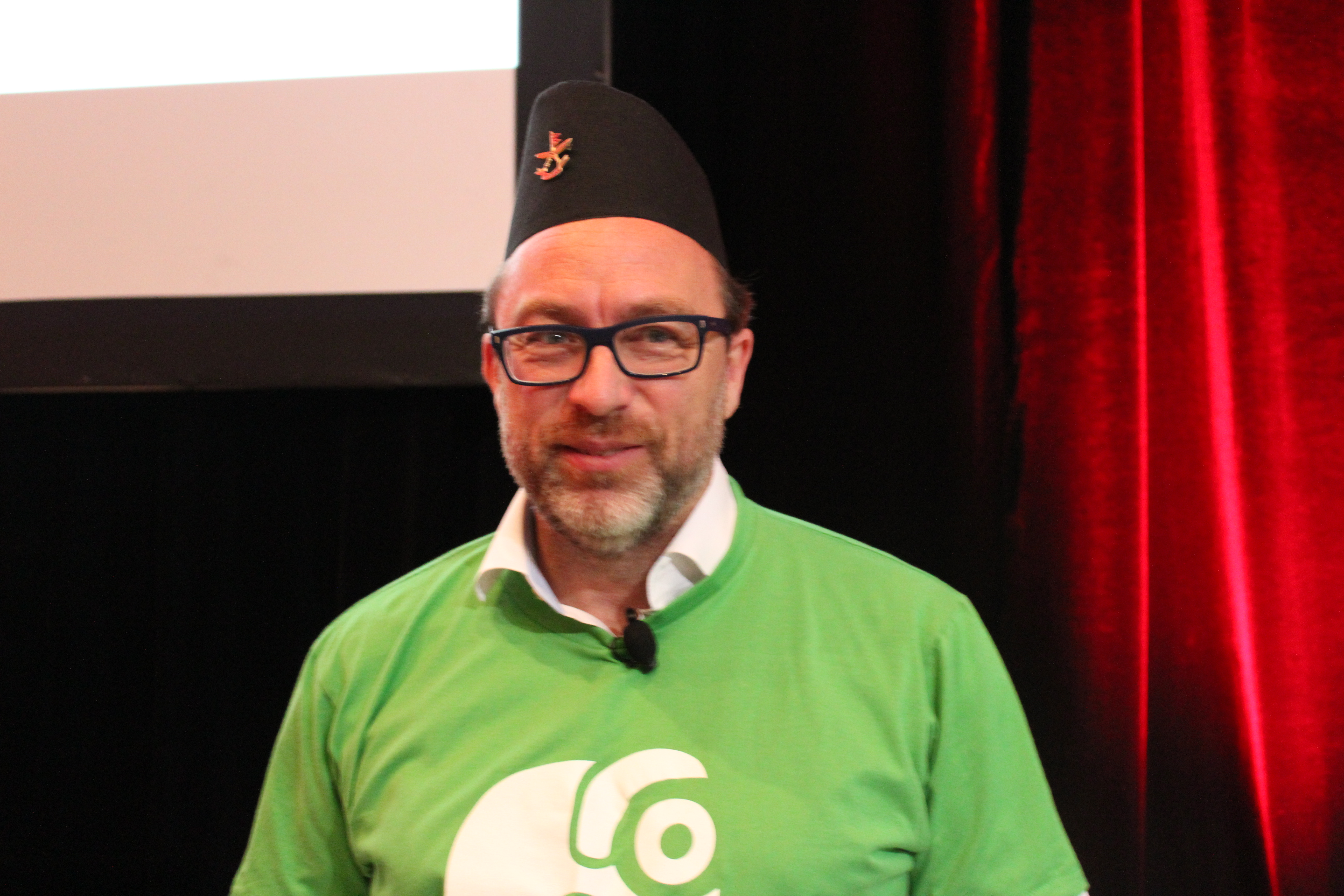
Wikimania-2015の閉会式でバードガウレ・トピを着用するWIkipediaの共同創始者ジミー・ウェールズ。メキシコ、メキシコシティ

ネパール文化を広めるための国際ネパーリ・トピ・デー (en:International Nepali Dhoti and Nepali Topi Day) は毎年1月1日に祝われる。トピを着用することは国家の誇りと位置づけられているのと同時にネパール文化のシンボルでもある。ネパールは100を超える民族を有しており、トピは国内の多民族の結びつきをも象徴的に表しているのである。

## ギャラリー

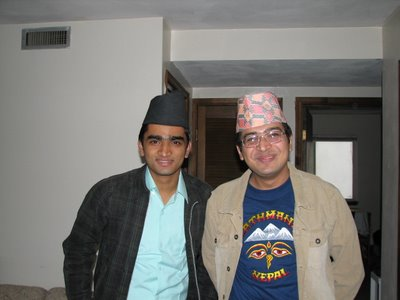
2人のネパール人男性、左の男性はバードガウレ・トピを、右の男性はダカ・トピを身に着けている
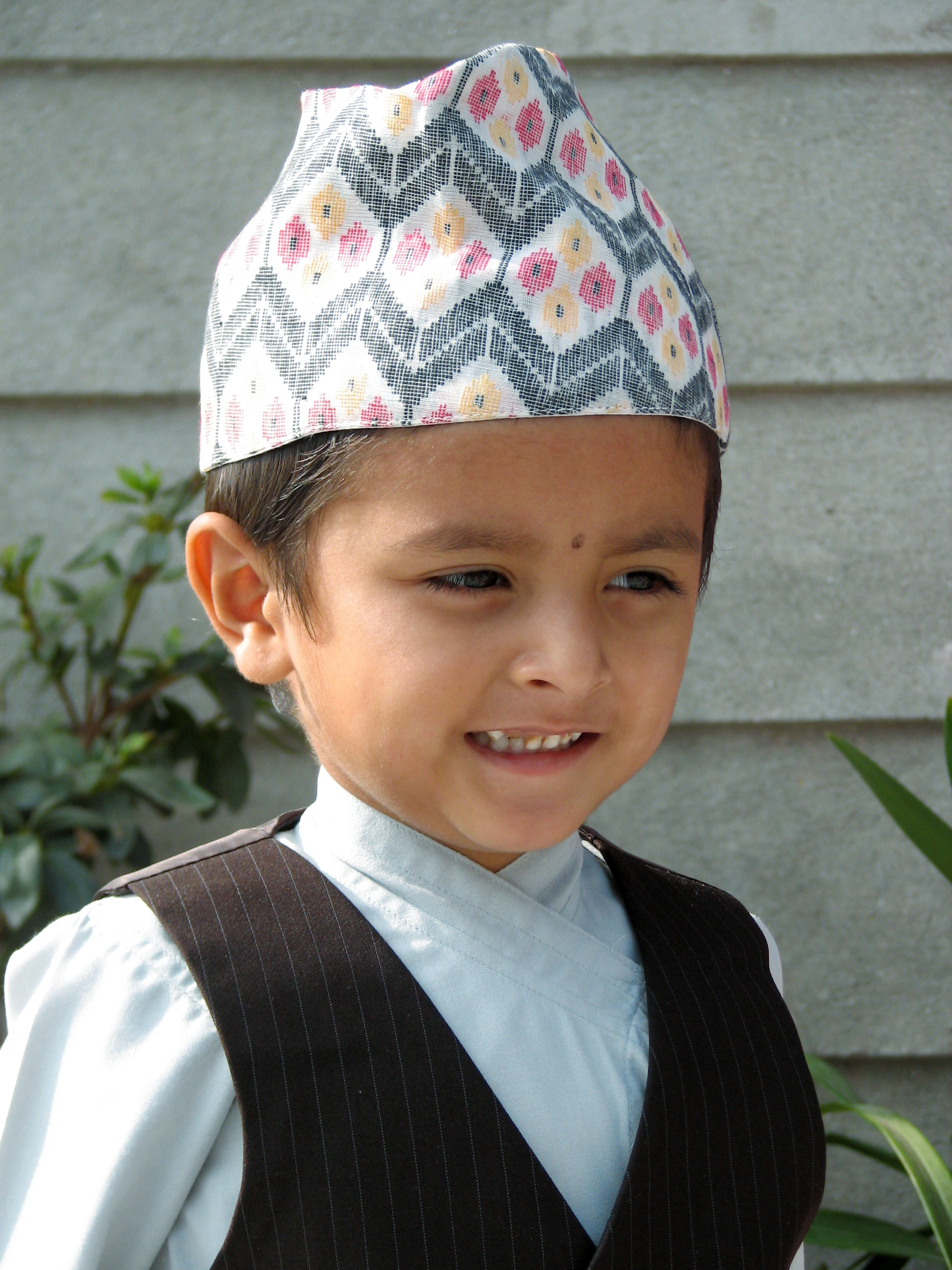
ダカ・トピと衣装を身に着けるネパールの子供
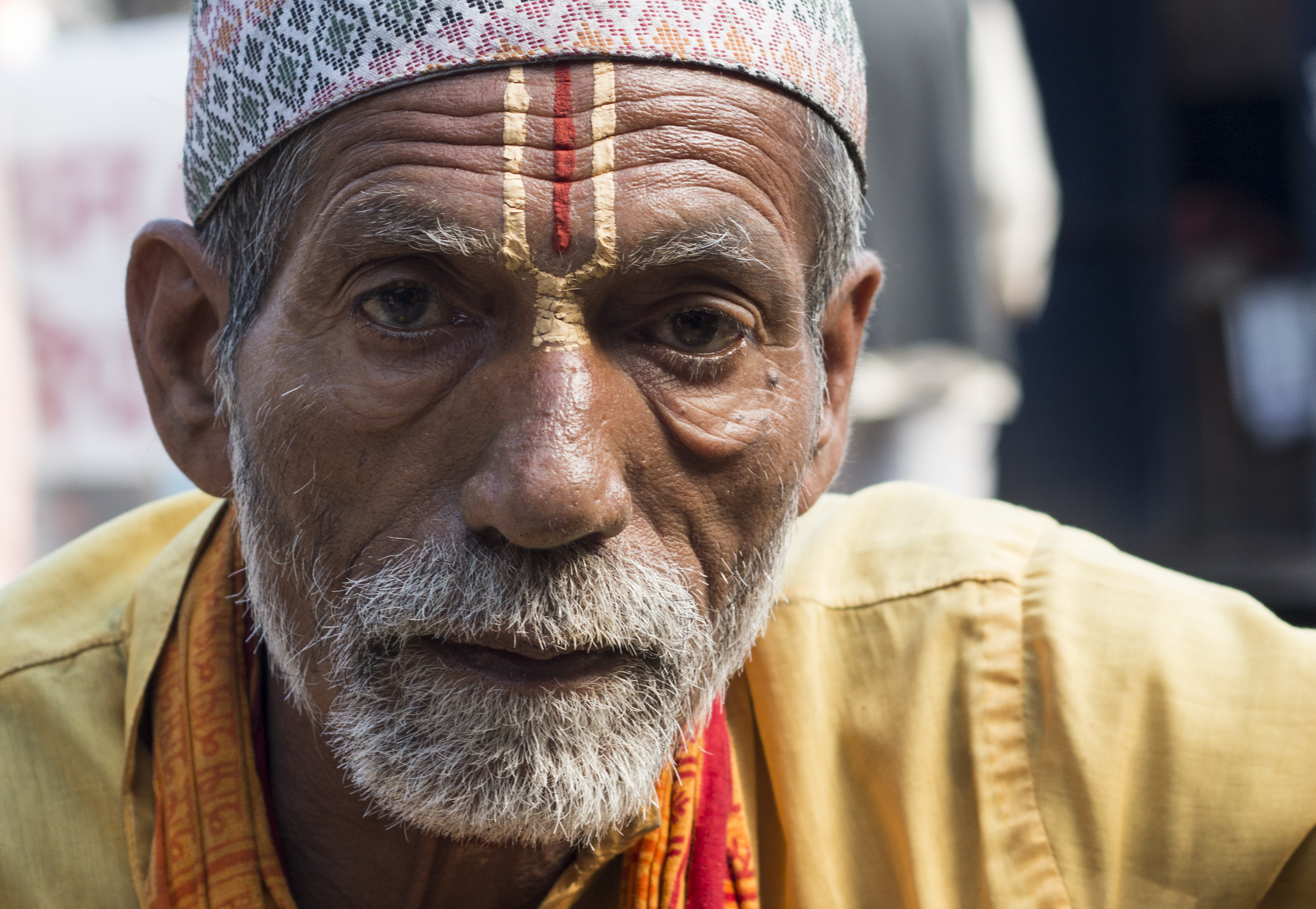
ダカ・トピを被るネパールのバラモン
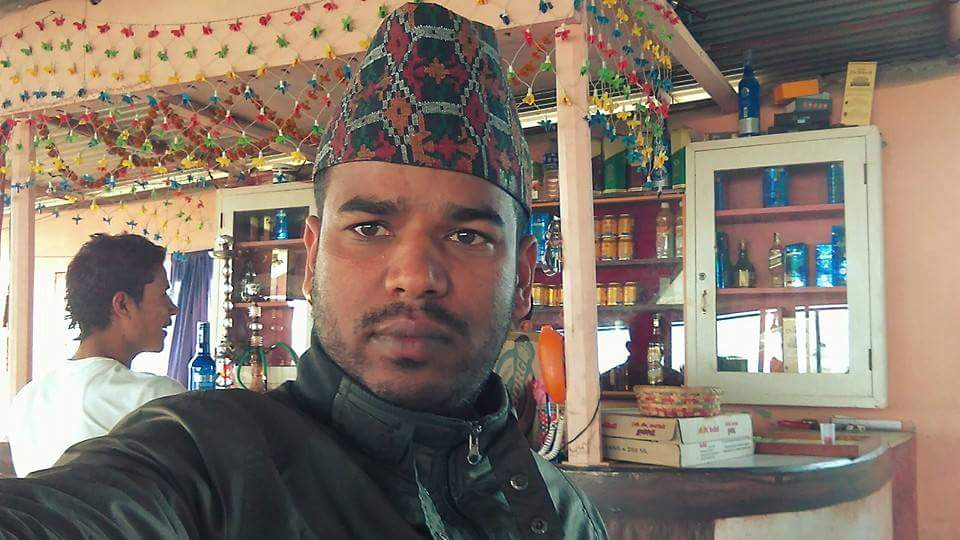
ダカ・トピを身に着けるネパール人男性